# Sri-lankische Badmintonmeisterschaft
Badmintonmeisterschaften von Sri Lanka werden seit 1953 ausgetragen. Sie sind damit einer der traditionsreichsten nationalen Titelkämpfe in Asien. 2012 fand bereits die 60. Auflage des Turniers statt. Rekordtitelträgerin bei den Frauen ist Chandrika de Silva, die 2003 zum siebenten Mal in Folge die Dameneinzel-Konkurrenz gewann und damit zur vorherigen Rekordhalterin Chandrika Mallawaratchi aufschloss. Mit der Meisterschaft vom Dezember 2010 gewann de Silva insgesamt 34 nationale Titel, davon 11 im Dameneinzel, 11 im Damendoppel und 12 im Mixed. Bei den Männern ist Niluka Karunaratne Rekordhalter, welcher im Dezember 2009 seinen neunten Einzeltitel in Serie erkämpfen konnte.
Bereits seit 1946 werden Mannschaftsmeisterschaften ausgetragen.

## Titelträger
| Saison | Nr. | Herreneinzel                       | Dameneinzel                       | Herrendoppel                                            | Damendoppel                                                     | Mixed                                                 |
| ------ | --- | ---------------------------------- | --------------------------------- | ------------------------------------------------------- | --------------------------------------------------------------- | ----------------------------------------------------- |
| 1953   | 1   | Peethamparam Sivalingam            | Nanda Nagasinghe                  | Peethamparam Sivalingam R. P. Nadarajah                 | Nanda Nagasinghe Lalitha Nagasinghe                             | Peethamparam Sivalingam Rosemary Cooray               |
| 1954   | 2   | Raif Jansz                         | C. J. Fernando                    | Peethamparam Sivalingam R. P. Nadarajah                 | Rita Bartholomeusz C. Cheliah                                   | Raif Jansz Rita Bartholomeusz                         |
| 1955   | 3   | Nagalingam Rasalingam              | Rita Bartholomeusz                | Peethamparam Sivalingam R. P. Nadarajah                 | Rita Bartholomeusz C. J. Fernando                               | Raif Jansz Rita Bartholomeusz                         |
| 1956   | 4   | Raif Jansz                         | Nanda Wijesekera                  | Peethamparam Sivalingam Raif Jansz                      | -                                                               | A. R. L. Wijesekera Nanda Wijesekera                  |
| 1957   | 5   | Nagalingam Rasalingam              | Rita Bartholomeusz                | Peethamparam Sivalingam Raif Jansz                      | Rita Bartholomeusz C. J. Fernando                               | A. R. L. Wijesekera Nanda Wijesekera                  |
| 1958   | 6   | Sam Schoorman                      | Nanda Wijesekera                  | V. Veeraraghavan A. R. L. Wijesekera                    | Nanda Wijesekera Lalitha Nagasinghe                             | A. R. L. Wijesekera Nanda Wijesekera                  |
| 1959   | 7   | Sam Chandrasena                    | Harriet Senaratne                 | K. Kanagarajah Raif Jansz                               | Anthea Perera Marie Perera                                      | Sam Chandrasena D. M. Sach                            |
| 1960   | 8   | Nagalingam Rasalingam              | Namal de Silva                    | V. Veeraraghavan A. R. L. Wijesekera                    | Anthea Perera Marie Perera                                      | Sam Chandrasena Namal de Silva                        |
| 1961   | 9   | Sam Chandrasena                    | Harriet Senaratne                 | Sam Chandrasena V. Sriskandarajah                       | Harriet Senaratne Gwynette de Zilwa                             | A. R. L. Wijesekera Nanda Wijesekera                  |
| 1962   | 10  | Nagalingam Rasalingam              | Harriet Senaratne                 | Sam Chandrasena V. Sriskandarajah                       | Harriet Senaratne Gwynette de Zilwa                             | Ranjith de Silva Myrna Berenger                       |
| 1963   | 11  | Vasant Kalambi                     | Sarojini Apte                     | Amrit Lal Dewan Vasant Kalambi                          | Sunila Apte Sarojini Apte                                       | Vasant Kalambi Sarojini Apte                          |
| 1964   | 12  | L. R. Ariyananda                   | Lucky Dharmasena                  | Gerry Chandrasena A. R. L. Wijesekera                   | -                                                               | Ranjit de Silva Lucky Dharmasena                      |
| 1965   | 13  | L. R. Ariyananda                   | Lucky Dharmasena                  | Gerry Chandrasena A. R. L. Wijesekera                   | Lucky Dharmasena Nilanthi Kannangara                            | Sam Chandrasena Lucky Dharmasena                      |
| 1966   | 14  | Ranjith de Silva                   | Lucky Dharmasena                  | Gerry Chandrasena A. R. L. Wijesekera                   | Lucky Dharmasena Nilanthi Kannangara                            | Gerry Chandrasena Harriet Molligoda                   |
| 1967   | 15  | L. R. Ariyananda                   | Lucky Dharmasena                  | Gerry Chandrasena Surendran Veeravagu                   | Lucky Dharmasena Harriet Molligoda                              | Tony Dickson Lucky Dharmasena                         |
| 1968   | 16  | L. R. Ariyananda                   | Lucky Dharmasena                  | Gerry Chandrasena Surendran Veeravagu                   | Lucky Dharmasena R. Piyasena                                    | Tony Dickson Lucky Dharmasena                         |
| 1969   | 17  | L. R. Ariyananda                   | Shirani Perera                    | Gerry Chandrasena Surendran Veeravagu                   | Namal de Silva Shirani Perera                                   | Sam Chandrasena Namal de Silva                        |
| 1970   | 18  | L. R. Ariyananda                   | Lucky Alagoda                     | Gerry Chandrasena Surendran Veeravagu                   | Lucky Alagoda Harriet Molligoda                                 | Tony Dickson Lucky Alagoda                            |
| 1971   | 19  | L. R. Ariyananda                   | Chandrika Mallawarachchi          | Ranjit de Silva L. R. Ariyananda                        | Amitha Silva Chandrika Mallawarachchi                           | L. R. Ariyananda D. G. D. Kusuma                      |
| 1972   | 20  | Kingsley Devamanoharan Nallathamby | Chandrika Mallawarachchi          | Gerry Chandrasena Surendran Veeravagu                   | Lucky Alagoda Harriet Molligoda                                 | Ranjit de Silva Chandrika Mallawarachchi              |
| 1973   | 21  | Kingsley Devamanoharan Nallathamby | Chandrika Mallawarachchi          | Gerry Chandrasena Lal Anthonis                          | D. Mallawarachchi Chandrika Mallawarachchi                      | A. R. T. de Silva Chandrika Mallawarachchi            |
| 1974   | 22  | A. R. T. de Silva                  | Chandrika Mallawarachchi          | Gerry Chandrasena Lal Anthonis                          | D. Mallawarachchi Chandrika Mallawarachchi                      | A. R. T. de Silva Chandrika Mallawarachchi            |
| 1975   | 23  | Kingsley Devamanoharan Nallathamby | Chandrika Mallawarachchi          | Gerry Chandrasena Surendran Veeravagu                   | D. Mallawarachchi Chandrika Mallawarachchi                      | A. R. T. de Silva Chandrika Mallawarachchi            |
| 1976   | 24  | Ravi Kuruppu                       | Chandrika Mallawarachchi          | L. R. Ariyananda Kingsley Devamanoharan Nallathamby     | D. Mallawarachchi Chandrika Mallawarachchi                      | Ravi Kuruppu Chandrika Mallawarachchi                 |
| 1977   | 25  | Ravi Kuruppu                       | Chandrika Mallawarachchi          | L. R. Ariyananda Kingsley Devamanoharan Nallathamby     |                                                                 |                                                       |
| 1978   | 26  | Ravi Kuruppu                       | Nimala Wickrsmathilaka            | Ravi Kuruppu Malik Jhan                                 | Kamani Wijesundara Samanthi Hettiarachchi                       | Kingsley Devamanoharan Nallathamby Sarojini Nadarajah |
| 1979   | 27  | Ravi Kuruppu                       | Imali Fernando                    | Ravi Kuruppu Malik Jhan                                 |                                                                 | Priyantha Wijesekera Samanthi Hettiarachchi           |
| 1980   | 28  | Ravi Kuruppu                       | Anoma Wickramanayake              | Ravi Kuruppu Malik Jhan                                 |                                                                 |                                                       |
| 1981   | 29  | Ravi Kuruppu                       | Anoma Wickramanayake              | Ranil Wijesekera S. Basnayake                           | Anoma Wickramanayake Imali Fernando                             | Niroshan Wijekoon Kamani Wijesundara                  |
| 1982   | 30  | Priyantha Wijesekara               | Lanthika Madugalla                | Niroshan Wijekoon S. Basnayake                          | Lucky Alagoda Samanthi Hettiarachchi                            | Niroshan Wijekoon Lucky Alagoda                       |
| 1983   | 31  | Niroshan Wijekoon                  | Imali Fernando                    | Niroshan Wijekoon S. Basnayake                          |                                                                 | Niroshan Wijekoon Ranjani Senevirathna                |
| 1984   | 32  | Niroshan Wijekoon                  | Rajani Seneviratne                | Niroshan Wijekoon Niranjan Wijesekera                   | Lucky Alagoda Imali Fernando                                    | Niroshan Wijekoon Lucky Alagoda                       |
| 1985   | 33  | Niroshan Wijekoon                  | Sriyani Deepika                   | Niroshan Wijekoon Udaya Weerakoon                       | Samanthi Rodrigo Kaushalya Dissanayake                          |                                                       |
| 1986   | 34  | Niroshan Wijekoon                  | Yasintha Liyanage                 | Niroshan Wijekoon Udaya Weerakoon                       | Anusha Seneviratne Ranjani Seneviratne                          | Udaya Weerakoon Ranjani Senevirathna                  |
| 1987   | 35  | Niroshan Wijekoon                  | Sriyani Deepika                   | Niroshan Wijekoon Udaya Weerakoon                       | Sriyani Deepika Kaushalya Dissanayake                           | Udaya Weerakoon Sriyani Deepika                       |
| 1988   | 36  | Udaya Weerakoon                    | Sriyani Deepika                   | Niroshan Wijekoon Udaya Weerakoon                       | Sriyani Deepika Kaushalya Dissanayake                           | Udaya Weerakoon Sriyani Deepika                       |
| 1989   | 37  | Niroshan Wijekoon                  | Kaushalya Dissanayake             | Niroshan Wijekoon Niranjan Wijesekera                   | Sriyani Deepika Kaushalya Dissanayake                           | Niroshan Wijekoon Kaushalya Dissanayake               |
| 1990   | 38  | Niroshan Wijekoon                  | Kaushalya Dissanayake             | Niroshan Wijekoon Niranjan Wijesekera                   | Sriyani Deepika Kaushalya Dissanayake                           | Niroshan Wijekoon Kaushalya Dissanayake               |
| 1991   | 39  | Niroshan Wijekoon                  | Sriyani Deepika                   | Niroshan Wijekoon Niranjan Wijesekera                   | Sriyani Deepika Kaushalya Dissanayake                           | Niroshan Wijekoon Kaushalya Dissanayake               |
| 1992   | 40  | Niroshan Wijekoon                  | Kaushalya Dissanayake             | Niroshan Wijekoon Niranjan Wijesekera                   | Yasintha Liyanage Kaushalya Dissanayake                         | Niroshan Wijekoon Kaushalya Dissanayake               |
| 1993   | 41  | Duminda Jayakody                   | Kaushalya Dissanayake             | Niroshan Wijekoon Thushara Edirisinghe                  | Yasintha Liyanage Kaushalya Dissanayake                         | Udaya Weerakoon Sriyani Deepika                       |
| 1994   | 42  | Thushara Edirisinghe               | Kaushalya Dissanayake             | Duminda Jayakody Udaya Weerakoon                        | Yasintha Liyanage Kaushalya Dissanayake                         | Duminda Jayakody Kaushalya Dissanayake                |
| 1995   | 43  | Thushara Edirisinghe               | Kaushalya Dissanayake             | Palinda Halangoda Thushara Edirisinghe                  | Chandrika de Silva Inoka Rohini de Silva                        | Duminda Jayakody Kaushalya Dissanayake                |
| 1996   | 44  | Duminda Jayakody                   | Kaushalya Dissanayake             | Palinda Halangoda Thushara Edirisinghe                  | Chandrika de Silva Inoka Rohini de Silva                        | Duminda Jayakody Kaushalya Dissanayake                |
| 1997   | 45  | Thushara Edirisinghe               | Chandrika de Silva                | Palinda Halangoda Thushara Edirisinghe                  | Kaushalya Dissanayake Sriyani Deepika                           | Thushara Edirisinghe Chandrika de Silva               |
| 1998   | 46  | Thushara Edirisinghe               | Chandrika de Silva                | Palinda Halangoda Thushara Edirisinghe                  | Chandrika de Silva Inoka Rohini de Silva                        | Thushara Edirisinghe Chandrika de Silva               |
| 1999   | 47  | Thushara Edirisinghe               | Chandrika de Silva                | Duminda Jayakody Thushara Edirisinghe                   | Pameesha Dishanthi Dilhani de Silva                             | Thushara Edirisinghe Chandrika de Silva               |
| 2000   | 48  | Thushara Edirisinghe               | Chandrika de Silva                | Duminda Jayakody Thushara Edirisinghe                   | Chandrika de Silva Dilhani de Silva                             | Duminda Jayakody Chandrika de Silva                   |
| 2001   | 49  | Niluka Karunaratne                 | Chandrika de Silva                | Manjula Fernando Palinda Halangoda                      | Chandrika de Silva Dilhani de Silva                             | Kamal Gamlath Chandrika de Silva                      |
| 2002   | 50  | Niluka Karunaratne                 | Chandrika de Silva                | Niluka Karunaratne Thanuja Liyanage                     | Chandrika de Silva Kaushali Rodrigo                             | Duminda Jayakody Chandrika de Silva                   |
| 2003   | 51  | Niluka Karunaratne                 | Chandrika de Silva                | Niluka Karunaratne Chameera Kumarapperuma               | Chandrika de Silva Pameesha Dishanthi                           | Thushara Edirisinghe Chandrika de Silva               |
| 2004   | 52  | Niluka Karunaratne                 | Thilini Jayasinghe                | Thushara Edirisinghe Duminda Jayakody                   | Chandrika de Silva                                              | Chandrika de Silva                                    |
| 2005   | 53  | Niluka Karunaratne                 | Chandrika de Silva                |                                                         | Thilini Jayasinghe Chandrika de Silva                           | Thushara Edirisinghe Chandrika de Silva               |
| 2006   | 54  | Niluka Karunaratne                 | Chandrika de Silva                | Niluka Karunaratne Chameera Kumarapperuma               | Nadeesha Gayanthi Rasangi Kalpana Ranatunge                     | Niluka Karunaratne Thilini Jayasinghe                 |
| 2007   | 55  | Niluka Karunaratne                 | Chandrika de Silva                | Niluka Karunaratne Eranga Fernando                      | Chandrika de Silva Thilini Jayasinghe                           | Hasitha Chanaka Thilini Jayasinghe                    |
| 2008   | 56  | Niluka Karunaratne                 | Chandrika de Silva                | Dinuka Karunaratne Diluka Karunaratne                   | Chandrika de Silva Nadeesha Gayanthi                            | Niluka Karunaratne Chandrika de Silva                 |
| 2009   | 57  | Niluka Karunaratne                 | Achini Ratnasiri                  | Rajitha Sandeepana Dhanayaka Hasitha Chanaka            | Achini Ratnasiri Upuli Samanthika                               | Niluka Karunaratne Chandrika de Silva                 |
| 2010   | 58  | Dinuka Karunaratne                 | Achini Ratnasiri                  | Kasun Madusanka Rathnayakesenaratge Nuwan Hettiarachchi | Achini Ratnasiri Upuli Weerasinghe                              | Lasitha Menaka Chandrika de Silva                     |
| 2011   | 59  | Niluka Karunaratne                 | Achini Ratnasiri                  | Niluka Karunaratne Dinuka Karunaratne                   | Achini Ratnasiri Upuli Weerasinghe                              | Niluka Karunaratne Kavindi Ishandika Sirimannage      |
| 2012   | 60  | Niluka Karunaratne                 | Thilini Pramodika                 | Niluka Karunaratne Dinuka Karunaratne                   | Kavindi Ishandika Sirimannage Oshadi Kuruppu                    | Niluka Karunaratne Thilini Pramodika                  |
| 2013   | 61  | Niluka Karunaratne                 | Lekha Shehani                     | Niluka Karunaratne Dinuka Karunaratne                   | Achini Ratnasiri Upuli Weerasinghe                              | Niluka Karunaratne Thilini Pramodika                  |
| 2014   | 62  | Niluka Karunaratne                 | Thilini Pramodika                 | Niluka Karunaratne Dinuka Karunaratne                   | Achini Ratnasiri Upuli Weerasinghe                              | Niluka Karunaratne Nadeesha Gayanthi                  |
| 2015   | 63  | Niluka Karunaratne                 | Thilini Pramodika                 | Niluka Karunaratne Dinuka Karunaratne                   | Achini Ratnasiri Upuli Weerasinghe                              | Buwenaka Goonethileka Kavindi Ishandika Sirimannage   |
| 2016   | 64  | Niluka Karunaratne                 | Thilini Pramodika                 | Sachin Dias Buwenaka Goonethileka                       | Thilini Pramodika Kavindi Ishandika Sirimannage                 | Buwenaka Goonethileka Kavindi Ishandika Sirimannage   |
| 2017   | 65  | Dinuka Karunaratne                 | Thilini Pramodika                 | Sachin Dias Buwenaka Goonethileka                       | Thilini Pramodika Kavindi Ishandika Sirimannage                 | Sachin Dias Thilini Pramodika                         |
| 2018   | 66  | Dinuka Karunaratne                 | Thilini Pramodika                 | Sachin Dias Buwenaka Goonethileka                       | Thilini Pramodika Kavindi Ishandika Sirimannage                 | Buwenaka Goonethileka Kavindi Ishandika Sirimannage   |
| 2019   | 67  | Dinuka Karunaratne                 | Dilmi Dias                        | Niluka Karunaratne Dinuka Karunaratne                   | Achini Ratnasiri Upuli Weerasinghe                              | Sachin Dias Chandrika de Silva                        |
| 2020   | 68  | Dinuka Karunaratne                 | Hasini Ambalangodage              | Niluka Karunaratne Dinuka Karunaratne                   | Hasini Ambalangodage Kavindi Ishandika Sirimannage              | Buwenaka Goonethileka Kavindi Ishandika Sirimannage   |
| 2021   | 69  | Buwenaka Goonethileka              | Dilmi Dias                        | Sachin Dias Buwenaka Goonethileka                       | Buthmi Galagamage Thiyaana Vidanaarachchi                       | Thulith Palliyaguru Buthmi Galagamage                 |
| 2022   | 70  | Buwenaka Goonethileka              | Weihena Liyanage Ranithma Thinudi | Sachin Dias Buwenaka Goonethileka                       | Kavindi Ishandika Sirimannage Weihena Liyanage Ranithma Thinudi | Buwenaka Goonethileka Hasara Wijeyarathna             |
| 2023   | 71  | Buwenaka Goonethileka              | Ranithma Liyanage                 | Lahiru Weerasighe Madhuka Dulanjana                     | Jananuwani Amanda De Alwis Hasara Wijayarathne                  | Buwenaka Goonethileka Natasha Gunasekera              |
| 2024   | 72  | Viren Anudha Nettasinghe           | Ranithma Thinudi                  | Buwaneka Tharindu Goonethilleka Davin Jason Homer       | Varangana Himsarani Jayawardena Rashmi Bhagya Mudalige          | Viren Anudha Nettasinghe Ranithma Thinudi             |